# Odontura arcuata
Odontura arcuata är en insektsart som beskrevs av Messina 1981. Odontura arcuata ingår i släktet Odontura och familjen vårtbitare. Inga underarter finns listade i Catalogue of Life.